# Microdon brachystoma
Microdon brachystoma är en tvåvingeart som först beskrevs av Christian Rudolph Wilhelm Wiedemann 1824.  Microdon brachystoma ingår i släktet myrblomflugor, och familjen blomflugor. Inga underarter finns listade i Catalogue of Life.